# Чистіков Денис Миколайович
Чистіков Денис Миколайович (нар. 31 травня 1979) — український державний діяч, заступник Постійної Представниці Президента України в Автономній Республіці Крим (з квітня 2022 року).
Проживає у Києві. Одружений, має доньку.

## Біографія
Денис Чистіков народився у Миколаєві. У 2001 році закінчив навчання на юридичному факультеті Львівської комерційної академії. Строкову службу в армії проходив у Сімферополі у складі внутрішніх військ МВС України. Після служби в армії навчався у Національній академії СБУ та працював на оперативних посадах Служби безпеки. У 2009—2011 рр. здобув вищу освіту за спеціальністю «Фінанси» у Херсонському національному технічному університеті.
У 2015 році Денис Чистіков почав працювати у Представництві Президента України в Автономній Республіці Крим на посаді головного консультанта.
З грудня 2016 по квітень 2022 рік очолював Сектор у Херсонській області Міністерства з питань реінтеграції тимчасово окупованих територій. На посаді завідувача Сектору займався вирішенням проблем мешканців окупованого Криму, моніторингом правової ситуації на Кримському півострові, організацією надання послуг адміністративного характеру мешканцям Криму та внутрішньо переміщеним особам на території Херсонської області. Зокрема, було налагоджено систему надання послуг для кримчан через контрольні пункти в'їзду-виїзду (КПВВ) «Каланчак», «Чонгар» и «Чаплинка», що були створені за ініціативою Міністерства на адміністративному кордоні з окупованим Кримом; організовано перевезення громадян від КПВВ до адміністративної межі; здійснювався моніторинг порушень російськими окупантами прав кримчан. З метою сприяння вступу до вищих навчальних закладів Херсонської області абітурієнтів з Кримського півострова було відкрито освітні центри «Крим-Україна». Втілювалася урядова програма з енергоефективності, спрямована на підтримку громад, що межують з окупованим Кримом, а також забезпечення житлом переселенців через державну програму субвенцій для місцевих громад в Херсонській області.
Після повномасштабного вторгнення РФ і окупації Херсона переїхав до Києва. 25 квітня 2022 року, за розпорядженням Президента України Володимира Зеленського, був призначений заступником Постійної Представниці Президента України в Автономній Республіці Крим. Оцінюючи призначення Дениса Чистікова на посаду, Антон Кориневич, який був Постійним представником Президента України в АРК у 2019—2022 рр. зазначив: «Денис — професіонал, людина, яка добре знає і розуміє Крим та кримчан і однозначно збагатить Представництво своїм досвідом та експертизою». 
У Представництві Президента України в АРК Денис Чистіков займається питаннями моніторингу за станом прав людини в окупованому Криму , роботою з надання юридичної та іншого виду допомоги та звільнення цивільних з російського полону; моніторингом порушень права на освіту у Криму, дискримінації кримських татар і українців, систематичне порушення їхніх освітніх прав через ліквідацію україномовних шкіл, обмеження доступу до українських освітніх ресурсів і нав'язування пропагандистських наративів; реалізацією Стратегії з когнітивної деокупації Криму, організацією симуляційних навчань з різних аспектів когнітивної деокупації населення тимчасово окупованого Кримського півострова. Готує аналітичні матеріали, які використовуються в роботі національним офісом Кримської платформи при зустрічі з іноземними дипломатам та партнерами.  З метою донесення до громадськості ситуації в Криму, виступає в якості експерта в аналітичних програмах різних медіа    , бере участь у публічних заходах тощо.
У грудні 2024 року був нагороджений медаллю «Відзнака Ради національної безпеки і оборони України» ІІІ ступеня.

## Позиція щодо Криму
«Після неминучої деокупації півострова нас чекатиме довготривала боротьба з наслідками цієї політики росії. І чим довше Крим перебуває під контролем рф — тим глибші наслідки. Нам доведеться відновлювати українську ідентичність, відроджувати справжню історичну пам'ять та критичне мислення у дітей і молоді, що були змушені навчатися за спотвореною версією реальності».
«Щоб зрозуміти масштаби воєнних злочинів, які здійснює росія на окупованій території, достатньо усвідомити: до повномасштабного вторгнення окупаційна адміністрація використовувала 2 СІЗО, а після вторгнення їх стало 4. І зараз на окупованій території є нелегальні місця утримання людей, про які поки що нічого не відомо ані родинам заручників, ані міжнародним організаціям».

«Деокупація — це не просто звільнення території, це звільнення свідомості від страху та пригнічення. Ми маємо розміновувати не лише наші землі, але й наші думки, щоб повернути справедливість і гідність кожному, хто бореться проти окупації».

## Інтерв'ю
Kuresh Званий Гість - Денис Чистіков на YouTube (1 лютого 2018 р.)
 "Реінтеграція" 14.10.2022 Денис Чистіков про Кримську платформу на YouTube (19 жовтня 2022 р.)
 Денис Чистіков: Як уряд планує налагоджувати цивільне життя в Криму після звільнення півострова на YouTube (16 лютого 2023 р.)
 Як виглядатиме реінтеграція Криму після його звільнення на YouTube(18 квітня 2023 р.)
 План реінтеграції Криму після його деокупації на YouTube (28 серпня 2024 р.)